# 터크스 케이커스 제도의 코로나19 범유행
다음은 터크스 케이커스 제도의 코로나바이러스감염증-19 범유행에 대한 글이다.

## 연혁
3월 23일, 터크스 케이커스 제도에 첫 확진자가 발생하였다.

## 예방
터크스 케이커스 제도에 있는 모든 학교가 한 달간 휴교 조치 되었다.

## 같이 보기
- 북아메리카의 코로나19 범유행
- 나라별 코로나19 범유행